# Khetri
Khetri là một thành phố và khu đô thị của quận Jhunjhunun thuộc bang Rajasthan, Ấn Độ.

## Địa lý
Khetri có vị trí 27°59′B 75°48′Đ / 27,98°B 75,8°Đ Nó có độ cao trung bình là 484 mét (1587 feet).

## Nhân khẩu
Theo điều tra dân số năm 2001 của Ấn Độ, Khetri có dân số 17.377 người. Phái nam chiếm 52% tổng số dân và phái nữ chiếm 48%. Khetri có tỷ lệ 67% biết đọc biết viết, cao hơn tỷ lệ trung bình toàn quốc là 59,5%: tỷ lệ cho phái nam là 77%, và tỷ lệ cho phái nữ là 56%. Tại Khetri, 15% dân số nhỏ hơn 6 tuổi.